# Codicia
Codicia é uma telenovela mexicana, produzida pela Televisa e exibida em 1962 pelo Telesistema Mexicano.

## Elenco
- Lilia Prado
- Héctor Gómez
- Rafael Banquells
- Bertha Moss